# سكوت ديفيس (دراج)
سكوت ديفيس (بالإنجليزية: Scott Davis)‏ مواليد 22 أبريل 1979 في بوندابيرج، كوينزلاند، أستراليا، هو دراج أسترالي سابق في صنف سباق الدراجات على الطريق. أخوه هو الدراج ألان ديفيس.

## سباقات أو مراحل فاز بها
| التاريخ       | السباق                                | المركز        |
| ------------- | ------------------------------------- | ------------- |
| 27 مايو 2001  | طواف اليابان 2001                     | المركز الثالث |
| 22 يونيو 2002 | طواف إيطاليا للدراجات تحت 23 سنة 2002 | المركز الثالث |

## روابط خارجية
- سكوت ديفيس على موقع أرشيف الدراجات (الإنجليزية)
- سكوت ديفيس على موقع إحصائيات الدراجات الإحترافية (الإنجليزية)
- سكوت ديفيس على موقع نسبة الدراجات (الإنجليزية)
- سكوت ديفيس على موقع CycleBase (الإنجليزية)